# 1990-es Eurovíziós Dalfesztivál
Az 1990-es Eurovíziós Dalfesztivál volt a harmincötödik Eurovíziós Dalfesztivál, melynek a jugoszláviai Zágráb adott otthont. A helyszín a zágrábi Vatroslav Lisinski Koncertterem volt.

## A résztvevők
Nem változott a résztvevők száma az előző versenyhez képest, így ismét huszonkettő dal versenyzett.
Az 1986-os Eurovíziós Dalfesztivál után másodszor versenyzett a norvég Ketil Stokkan.
Franciaországot először képviselte a versenyen színes bőrű énekesnő Joëlle Ursull személyében. A rasszizmus témájával foglalkozó White and Black Blues című dalt Serge Gainsbourg írta számára.

## A verseny
Ez volt az első verseny, melynek saját kabalafigurája volt, Eurocat a dalokat megelőző képeslapokon jutott szerephez.
Az Európában zajló események tükrében rengeteg politikai témájú dal szerepelt ebben az évben. Például a norvég és az osztrák dal a berlini fal ledöntésére utalt, a győztes olasz dal (Insieme: 1992 azaz "Együtt: 1992") pedig az egyesített Európa képét vázolta fel.
A verseny egy rendkívül emlékezetes technikai nehézséggel kezdődött. Az estét nyitó Spanyolország bemutatása után szokatlanul hosszú szünet volt. Mikor végre elkezdődött a dal, a színpadra érkező két énekesnő néhány másodperc után rájött, hogy nem az elejétől indult el a zenei alap, és levonult a színpadról. Egy rövid szünet után helyrehozták a hibát, és utána már problémák nélkül folytatódott a verseny.  (lásd: Külső hivatkozások)
A dalok utáni szünetben Jugoszlávia változik címmel egy turisztikai rövidfilmet vetítettek a közönségnek.
A versenyt Magyarországon nem közvetítette volna a Magyar Televízió, de az utolsó pillanatban műsorváltozás volt és Vágó István Zágrábból, élőben közvetítette az eseményt.[forrás?]

## A szavazás
A szavazási rendszer megegyezett az 1980-as versenyen bevezetettel. Minden ország a kedvenc 10 dalára szavazott, melyek 1-8, 10 és 12 pontot kaptak. A szóvivők növekvő sorrendben hirdették ki a pontokat.
A szavazás során több emlékezetes eset is történt. Mikor a műsorvezetők a zárai jugoszláv zsűrit hívták, hosszú ideig nem érkezett válasz. A műsorvezetőnő, Helga Vlahović megjegyzése után – „Nyilván túl nagy a távolság Zára és Zágráb között” – a közönség nagy nevetésben tört ki. Később az olasz szóvivő a spanyol zsűriként mutatta be magát, majd mikor a műsorvezetők kérdőre vonták őt, úgy tűnt, hogy a szóvivő sem angolul, sem franciául nem ért. Szerencsére a műsorvezető, Oliver Mlakar beszélt olaszul, így sikerült tisztázni a helyzetet.
Izgalmasan alakult a szavazás, négy dal volt versenyben az első helyért: Franciaország, Írország, Izland és Olaszország, végül utóbbi került ki győztesként. Ez volt Olaszország második győzelme 1964 után. A győztes Toto Cutugno a hagyományokkal ellentétben nem a színpadon, hanem a közönség soraiban, fotósok között adta elő a győztes dalt a verseny végén.
Másodjára fordult elő, hogy Görögország és Ciprus nem adott 12 pontot egymásnak. (A két ország 6-6 pontot adott egymásnak.)

## Térkép

Részt vevő országok
Országok, melyek korábban részt vettek, de ebben az évben nem

## Eredmények
| #  | Ország             | Nyelv       | Előadó                        | Dal                                  | Magyar fordítás                          | Helyezés | Pontszám |
| -- | ------------------ | ----------- | ----------------------------- | ------------------------------------ | ---------------------------------------- | -------- | -------- |
| 01 | Spanyolország      | spanyol     | Azúcar Moreno                 | Bandido                              | Bandita                                  | 5.       | 96       |
| 02 | Görögország        | görög       | Christos Callow & Wave        | Horis skopo                          | Céltalanul                               | 19.      | 11       |
| 03 | Belgium            | francia     | Philippe Lafontaine           | Macédomienne                         | Macedón nőm                              | 12.      | 46       |
| 04 | Törökország        | török       | Kayahan                       | Gözlerinin hapsindeyim               | Újra a szemeidben                        | 17.      | 21       |
| 05 | Hollandia          | holland     | Maywood                       | Ik wil alles met je delen            | Mindent meg akarok osztani veled         | 15.      | 25       |
| 06 | Luxemburg          | francia     | Céline Carzo                  | Quand je te rêve                     | Amikor rólad álmodom                     | 13.      | 38       |
| 07 | Egyesült Királyság | angol       | Emma                          | Give a Little Love Back to the World | Adj vissza egy kis szeretetet a világnak | 6.       | 87       |
| 08 | Izland             | izlandi     | Stjórnin                      | Eitt lag enn                         | Még egy dal                              | 4.       | 124      |
| 09 | Norvégia           | norvég      | Ketil Stokkan                 | Brandenburger Tor                    | A Brandenburgi kapu                      | 21.      | 8        |
| 10 | Izrael             | héber       | Rita                          | Sara barchovót                       | Ének az utcán                            | 18.      | 16       |
| 11 | Dánia              | dán         | Lonnie Devantier              | Hallo Hallo                          | Halló, halló                             | 8.       | 64       |
| 12 | Svájc              | német       | Egon Egemann                  | Musik klingt in die Welt hinaus      | Zene szól az egész világon               | 11.      | 51       |
| 13 | Német SZK          | német       | Chris Kempers és Daniel Kovac | Frei zu leben                        | Szabadon élni                            | 9.       | 60       |
| 14 | Franciaország      | francia     | Joëlle Ursull                 | White and Black Blues                | Fekete-fehér blues                       | 2.       | 132      |
| 15 | Jugoszlávia        | szerbhorvát | Tajči                         | Hajde da ludujemo                    | Legyünk őrültek!                         | 7.       | 81       |
| 16 | Portugália         | portugál    | Nucha                         | Há sempre alguém                     | Mindig van valaki                        | 20.      | 9        |
| 17 | Írország           | angol       | Liam Reilly                   | Somewhere In Europe                  | Valahol Európában                        | 2.       | 132      |
| 18 | Svédország         | svéd        | Edin-Ådahl                    | Som en vind                          | Mint egy szél                            | 16.      | 24       |
| 19 | Olaszország        | olasz       | Toto Cutugno                  | Insieme: 1992                        | Együtt: 1992                             | 1.       | 149      |
| 20 | Ausztria           | német       | Simone                        | Keine Mauern mehr                    | Nincsenek többé falak                    | 10.      | 58       |
| 21 | Ciprus             | görög       | Hárisz Anasztászíu            | Milász polí                          | Túl sokat beszélsz                       | 14.      | 36       |
| 22 | Finnország         | svéd        | Beat                          | Fri?                                 | Szabad?                                  | 21.      | 8        |

## Ponttáblázat
|                    | Zsűrik        | Zsűrik      | Zsűrik  | Zsűrik      | Zsűrik    | Zsűrik    | Zsűrik             | Zsűrik | Zsűrik   | Zsűrik | Zsűrik | Zsűrik | Zsűrik      | Zsűrik        | Zsűrik      | Zsűrik     | Zsűrik   | Zsűrik     | Zsűrik      | Zsűrik   | Zsűrik              | Zsűrik     | Zsűrik |
| Össz               | Spanyolország | Görögország | Belgium | Törökország | Hollandia | Luxemburg | Egyesült Királyság | Izland | Norvégia | Izrael | Dánia  | Svájc  | Németország | Franciaország | Jugoszlávia | Portugália | Írország | Svédország | Olaszország | Ausztria | Ciprusi Köztársaság | Finnország |        |
| ------------------ | ------------- | ----------- | ------- | ----------- | --------- | --------- | ------------------ | ------ | -------- | ------ | ------ | ------ | ----------- | ------------- | ----------- | ---------- | -------- | ---------- | ----------- | -------- | ------------------- | ---------- | ------ |
| Spanyolország      | 96            |             | 8       | 1           | 10        | 2         |                    | 1      | 4        | 5      |        |        | 6           | 12            | 5           | 3          | 5        |            |             | 8        | 8                   | 8          | 10     |
| Görögország        | 11            |             |         |             |           | 5         |                    |        |          |        |        |        |             |               |             |            |          |            |             |          |                     | 6          |        |
| Belgium            | 46            |             |         |             |           | 7         | 4                  |        |          | 1      |        |        | 4           | 8             | 8           |            | 2        | 1          | 7           |          | 4                   |            |        |
| Törökország        | 21            |             |         |             |           | 3         |                    |        | 2        | 4      |        |        |             | 5             |             | 7          |          |            |             |          |                     |            |        |
| Hollandia          | 25            |             | 1       |             | 3         |           | 1                  | 4      |          |        | 2      |        | 3           |               | 6           |            | 1        |            |             | 2        |                     | 2          |        |
| Luxemburg          | 38            |             | 4       |             |           |           |                    | 3      |          |        |        |        |             | 3             | 12          | 2          | 3        |            |             | 1        | 5                   | 5          |        |
| Egyesült Királyság | 87            | 7           | 5       | 12          |           |           | 3                  |        |          |        | 10     | 3      | 10          | 1             | 10          | 10         |          | 6          |             | 6        | 1                   | 3          |        |
| Izland             | 124           | 4           | 3       | 10          | 1         |           | 8                  | 12     |          | 10     | 8      | 10     | 7           |               |             | 4          | 12       | 7          | 8           | 3        | 10                  |            | 7      |
| Norvégia           | 8             |             |         |             |           |           |                    |        |          |        | 4      | 1      |             |               |             |            |          | 3          |             |          |                     |            |        |
| Izrael             | 16            |             |         |             |           | 4         |                    |        |          |        |        |        | 2           | 4             |             | 1          |          |            |             |          |                     |            | 5      |
| Dánia              | 64            | 6           |         | 3           | 2         |           |                    |        | 7        | 7      | 7      |        | 1           |               |             |            | 7        | 4          | 3           | 7        | 6                   | 4          |        |
| Svájc              | 51            | 1           | 12      |             | 6         |           | 2                  |        |          |        |        | 12     |             |               | 1           | 5          | 8        |            |             |          |                     | 1          | 3      |
| Német SZK          | 60            | 8           |         | 6           |           |           | 12                 | 7      | 1        |        |        | 4      |             |               |             |            |          | 10         | 4           | 5        | 3                   |            |        |
| Franciaország      | 132           | 5           |         | 4           | 4         | 12        |                    |        | 12       | 12     | 6      | 5      | 12          | 10            |             | 12         | 4        | 8          | 5           |          | 2                   | 7          | 12     |
| Jugoszlávia        | 81            | 3           |         |             | 12        |           |                    | 5      | 10       | 3      | 12     | 7      |             |               | 2           |            |          | 5          | 1           | 10       |                     | 10         | 1      |
| Portugália         | 9             |             |         |             |           |           | 7                  | 2      |          |        |        |        |             |               |             |            |          |            |             |          |                     |            |        |
| Írország           | 132           | 10          | 7       | 7           | 5         | 10        | 6                  | 10     | 8        | 8      |        | 8      | 5           | 7             | 7           |            | 6        |            | 12          |          | 12                  |            | 4      |
| Svédország         | 24            | 2           | 2       |             |           | 6         |                    | 6      |          | 6      |        |        |             | 2             |             |            |          |            |             |          |                     |            |        |
| Olaszország        | 149           | 12          | 10      | 8           | 8         | 8         | 10                 |        | 3        |        | 1      | 6      | 8           | 6             | 4           | 6          | 10       | 12         | 10          |          | 7                   | 12         | 8      |
| Ausztria           | 58            |             |         | 2           | 7         | 1         | 5                  | 8      | 6        |        |        |        |             |               | 3           | 8          |          | 2          | 2           | 12       |                     |            | 2      |
| Ciprus             | 36            |             | 6       | 5           |           |           |                    |        |          | 2      | 5      | 2      |             |               |             |            |          |            | 6           | 4        |                     |            | 6      |
| Finnország         | 8             |             |         |             |           |           |                    |        | 5        |        | 3      |        |             |               |             |            |          |            |             |          |                     |            |        |

## 12 pontos országok
| Darab | 12 pontos országok                                                |
| ----- | ----------------------------------------------------------------- |
| 6     | Franciaország                                                     |
| 3     | Olaszország                                                       |
| 2     | Izland, Írország, Jugoszlávia, Svájc                              |
| 1     | Spanyolország, Luxemburg, Egyesült Királyság, Német SZK, Ausztria |

## Visszatérő előadók
| Előadó        | Ország   | Előző év(ek) |
| ------------- | -------- | ------------ |
| Ketil Stokkan | Norvégia | 1986         |